# Jorf El Melha
Pour les articles homonymes, voir Jorf.
 (décembre 2011).
Si vous disposez d'ouvrages ou d'articles de référence ou si vous connaissez des sites web de qualité traitant du thème abordé ici, merci de compléter l'article en donnant les références utiles à sa vérifiabilité et en les liant à la section « Notes et références ».
Jorf El Melha (en arabe : جرف الملحة) est une ville du Maroc. Elle est située dans la région de Rabat-Salé-Kénitra.

## Géographie
La ville est située sur une plaine, aux abords du barrage d'Al Wahda. Le lieu tire son importance de sa position géographique, à la croisée des chemins en direction de Fès, Meknes Ouezzane, Rabat et Chaouen, Tanger. Distante d'Ain Défali de 14 kilomètres, elle est située sur des monticules, de part et d'autre d'une petite vallée, à trois kilomètres du pont de l'oued Ouergha qui a été inauguré par le roi Mohamed V, juste après l'indépendance du Maroc. Elle se trouve à égale distance de Fès et de Meknès (80 km).

## Histoire
Jorf El Melha tire son nom d'une grotte saline située dans un ravin.
Il s'agit d'une ville de création nouvelle, des années 80. Son fondateur est le caïd El Hajjoubi Ahmed, chef de la résistance de région de Fès-Taza-Oujda contre la colonisation française. Il a été jugé 3 fois par la cour suprême française, et condamné à mort pour avoir tué 15 soldats français, 3 officiers et 4 collaborateurs. Installé par le roi Hassan 2 et par le premier gouverneur de la province de Sidi Kacem (région de Rabat-Salé-Kénitra).

## Informations supplémentaires
Elle est réputée par son grand souk hebdomadaire du lundi. Elle porte également le nom de Souk El Tnine. Dans les prochaines années, elle sera reliée par l'autoroute Fès-Tétouan.

## Personnalité liée à la ville
- Jilali Gharbaoui, peintre né à Jorf El Melha en 1930

## Climat
Le climat de Jorf El Melha est de type méditerranéen, caractérisé par des étés chauds et secs et des hivers doux et pluvieux.
Les températures moyennes varient entre 13°C en hiver et 26°C en été. Les précipitations sont concentrées essentiellement entre les mois de novembre et d'avril, avec une moyenne annuelle de 480 mm. Les mois de juin, juillet et août sont les plus secs de l'année, avec des précipitations quasi-nulles.
La ville est soumise aux vents dominants venant du nord-ouest, avec des rafales atteignant parfois les 60 km/h. Ces vents peuvent causer des tempêtes de poussière pendant les mois de juillet et d'août.
Le climat de Jorf El Melha peut avoir des impacts sur l'agriculture, qui est une activité importante pour la région. Les agriculteurs peuvent être confrontés à des sécheresses prolongées pendant l'été, ce qui peut affecter la production de certaines cultures. Par ailleurs, les précipitations abondantes en hiver peuvent entraîner des inondations qui endommagent les infrastructures et les cultures.

## Agriculture
L'agriculture y constitue l'une des principales activités économiques, caractéristique des régions rurales marocaines.
L'agriculture à Jorf El Melha est diversifiée, avec une prédominance des cultures céréalières et maraîchères. Les cultures principales incluent :
- Céréales : Le blé et l'orge sont les cultures céréalières les plus courantes, profitant du climat méditerranéen favorable de la région.
- Légumes : Les cultures maraîchères, telles que les tomates, les pommes de terre et les oignons, occupent une place importante dans l'agriculture locale.
- Olives : Les oliveraies sont également répandues, produisant des olives destinées à la consommation directe ainsi qu'à la production d'huile d'olive.

### Élevage
L'élevage est une autre activité agricole essentielle dans la région. On y pratique principalement l'élevage de bovins, d'ovins et de caprins, avec une production notable de lait et de viande, éléments clés de l'économie rurale locale.

### Irrigation
L'irrigation joue un rôle crucial dans l'agriculture de Jorf El Melha, en raison de la nature irrégulière des précipitations. Les systèmes d'irrigation traditionnels, ainsi que les puits, sont couramment utilisés pour répondre aux besoins en eau des cultures.

### Défis
L'agriculture à Jorf El Melha fait face à plusieurs défis :
- Changements climatiques : Les fluctuations climatiques affectent la régularité des récoltes et la disponibilité en eau pour l'irrigation.
- Accès aux marchés : Les agriculteurs locaux rencontrent souvent des difficultés pour écouler leurs produits sur des marchés plus larges, limitant ainsi leurs revenus.
- Modernisation : L'accès restreint aux technologies modernes et aux techniques agricoles avancées peut entraver la productivité et l'efficacité du secteur.